# Kiss Land (chanson de The Weeknd)
Ne doit pas être confondu avec Kiss Land.
Singles de The Weeknd
The Zone
(2012) Belong to the World
(2013)
Kiss Land est une chanson du chanteur canadien The Weeknd sortie le 17 mai 2013 sous les labels XO et Republic Records. 

## Clip
Pour le clip de la chanson, The Weeknd fait appel à des actrices pornographiques, London Keyes, Asphyxia Noir et Bonnie Rotten. Deux versions sont en lignes, une classée NSFW et une censurée,. 